# Campos Novos (kommun)
Campos Novos är en kommun i Brasilien.   Den ligger i delstaten Santa Catarina, i den södra delen av landet, 1 300 km söder om huvudstaden Brasília. Antalet invånare är 32 829.
Följande samhällen finns i Campos Novos:
- Campos Novos

I omgivningarna runt Campos Novos växer huvudsakligen savannskog. Runt Campos Novos är det ganska glesbefolkat, med 26 invånare per kvadratkilometer.